# Dasychira braueri
Dasychira braueri är en fjärilsart som beskrevs av Felix Bryk 1915. Dasychira braueri ingår i släktet Dasychira och familjen tofsspinnare. Inga underarter finns listade i Catalogue of Life.